# ヴィッラヴァッレロンガ
ヴィッラヴァッレロンガ（イタリア語: Villavallelonga）は、イタリア共和国アブルッツォ州ラクイラ県にある、人口約900人の基礎自治体（コムーネ）。アブルッツォ州、ラツィオ州、モリーゼ州の国立公園の領域に含まれている。

## 地理

### 位置・広がり

#### 隣接コムーネ
隣接するコムーネは以下の通り。括弧内のFRはフロジノーネ県（ラツィオ州）所属を示す。
- バルソラーノ
- カンポリ・アッペンニーノ (FR)
- コッレロンゴ
- レッチェ・ネイ・マルシ
- ペスカッセーロリ
- ペスコゾーリド (FR)

## 観光名所
Centro storico e museo all'aperto Piante, Pastori, Streghe e Briganti（遺跡）
Chiesa di Madonna delle Grazie（大聖堂）
Centro visita dell'Orso（自然博物館）